# Білгород-Дністровський автобус
Білгород-Дністровський автобус — система автобусного громадського транспорту міста Білгород-Дністровський. Єдиним перевізником є АТП-15107. Система складається з міських та приміських маршрутів. Станом на 2020 рік у місті діє 34 маршрути. У поминальні дні (православні, в першу неділю після православного Великодня — маршрути до цвинтаря). Більшість приміських рейсів також здійснюють перевезення по місту.

## Історія
1 вересня 2017 року на міський маршрут № 3, який обслуговує Білгород-Дністровське комунальне підприємство «Автотранссервіс», вийшов новий пасажирський автобус «Еталон» 2013 року випуску.
20 листопада 2014 року під головуванням міського голови Ігоря Нановського відбулося чергове засідання виконавчого комітету Білгород-Дністровської міської ради за участю керівників відділів та управлінь виконкому, депутатів міськради, представників громадськості та ЗМІ. У зв'язку з закінченням ремонтно-відновлювальних робіт щодо облаштування проїзду, який поєднує вулицю Сонячну з вулицею Тимчишина, створення зручностей для пасажирів, пішоходів і водіїв, а також з метою підвищення рівня безпеки дорожнього руху, виконавчий комітет вніс зміни до схеми руху міських автобусних маршрутів загального користування в місті Білгороді-Дністровському. Найближчим часом на вказаному відрізку вул. Тимчишина та проїзді на вул. Сонячну будуть встановлені необхідні дорожні знаки та нанесені дорожні розмітки згідно з вимогами Правил дорожнього руху.
З 18 березня по 22 червня 2020 року через пандемію COVID-19, у місті курсував лише відомчий транспорт. 2 червня відновили громадський транспорт.

## Маршрути
| №       | Початковий пункт | Маршрут руху                 | Кінцевий пункт   | Рухомий склад                               | Примітки               |
| ------- | ---------------- | ---------------------------- | ---------------- | ------------------------------------------- | ---------------------- |
| 1       | Автостанція      |                              | Молога (Україна) | БАЗ-А079                                    |                        |
| 2       | вул. Південна    |                              | Радгосп          | БАЗ-А079 ПАЗ-3205 ХАЗ 3230 Mercedes-Benz T1 |                        |
| 2а      | вул. Південна    |                              | Ринок            | Mercedes-Benz T1                            |                        |
| 3       | Автостанція      |                              | Сухолужжя        | БАЗ-А079                                    |                        |
| 4       |                  |                              |                  | Mercedes-Benz T1                            |                        |
| 5       | Автостанція      |                              | Шабо             | Mercedes-Benz T2                            |                        |
| 6       | Автостанція      |                              | Затока           | БАЗ-А079 Volkswagen LT                      |                        |
| 7       | Автостанція      |                              | Сергіївка        | Mercedes-Benz T1                            |                        |
| 8       | Автостанція      |                              | Курортне         | БАЗ-А079                                    |                        |
| 12      | Автостанція      |                              | Турлаки          | БАЗ-А079 Iveco Daily                        |                        |
| 14      | Автостанція      |                              | Старокозаче      | Mercedes-Benz T2                            |                        |
| 15      | Автостанція      |                              | Руськоіванівка   | ХАЗ 3230                                    |                        |
| 16      | Автостанція      |                              | Чистоводне       | Стрий Авто А075                             |                        |
| 18      | Автостанція      |                              | Нова Царичанка   | Стрий Авто А075                             |                        |
| 22      | Автостанція      |                              | Маразліївка      | БАЗ-А079 Ikarus 260                         |                        |
| 23      | Автостанція      |                              | Широке           | БАЗ-А079                                    |                        |
| 26      | Автостанція      |                              | Підгірне         | БАЗ-А079 ЛАЗ-695                            |                        |
| 31      | Автостанція      |                              | Петрівка         | ЛАЗ-695                                     | Скасований             |
| 62      | Автостанція      |                              | Іванівка         | ЛАЗ-699                                     | Скасований             |
| 101     | вул. Сонячна     |                              | Бритівка         | БАЗ-А079                                    |                        |
| 102     | вул. Сонячна     | Автостанція                  | Радгосп          | БАЗ-А079                                    |                        |
| 103     | вул. Сонячна     |                              | Переможне        | БАЗ-А079 Богдан А091 Богдан А092            |                        |
| 104     | вул. Артельна    | Автостанція                  | вул. Паркова     | БАЗ-А079                                    |                        |
| 159     | Автостанція      | Бритівка                     | Стара Царичанка  | Стрий Авто А075                             |                        |
| 272     | Автостанція      |                              | Вилкове          | Mercedes-Benz T2                            |                        |
| 513     | Автостанція      | 7 кілометр                   | Одеса            | Mercedes-Benz Sprinter                      |                        |
| 534     | Автостанція      | Шабо, Затока                 | Кароліно-Бугаз   | Богдан А091 Mercedes-Benz T1                | Раніше ходив до Мологи |
| 560     | Автостанція      | Шабо, Затока, Кароліно-Бугаз | Одеса            | БАЗ-А079                                    |                        |
| 566     | Автостанція      |                              | Авангард         |                                             |                        |
| 571 572 | Автостанція      |                              | Дивізія          | ЛАЗ-695                                     |                        |
| 841     | Автостанція      |                              | Дальнічень       | ЛАЗ-695                                     | Скасований             |
| 877     | Автостанція      |                              | Тузли            | БАЗ-А079                                    |                        |
| 949 950 | Автостанція      |                              | Забари           | ЛАЗ-695                                     |                        |